# Museu Nacional de História Militar da África do Sul
O Museu Nacional de História Militar da África do Sul (em inglês:  South African National Museum of Military History) em Joanesburgo foi inaugurado oficialmente pelo primeiro-ministro Jan Smuts em 29 de agosto de 1947 para preservar a história do envolvimento da África do Sul na Segunda Guerra Mundial, com o nome de Museu Nacional da Guerra da África do Sul (em inglês:  South African National War Museum). Em 1975, o museu foi renomeado para Museu Nacional de História Militar da África do Sul e sua função mudou para incluir todos os conflitos em que a África do Sul esteve envolvida.
Em 1999, foi amalgamado com o Museu do Transvaal, com sede em Pretória, e o Museu de História Cultural Nacional, para formar o NFI. Em abril de 2010, Ditsong foi oficialmente renomeado para Museus Ditsong da África do Sul e o SANMMH foi renomeado para Museu Nacional de História Militar de Ditsong (em inglês:  Ditsong National Museum of Military History).

## O Memorial da Guerra Anglo-Bôer

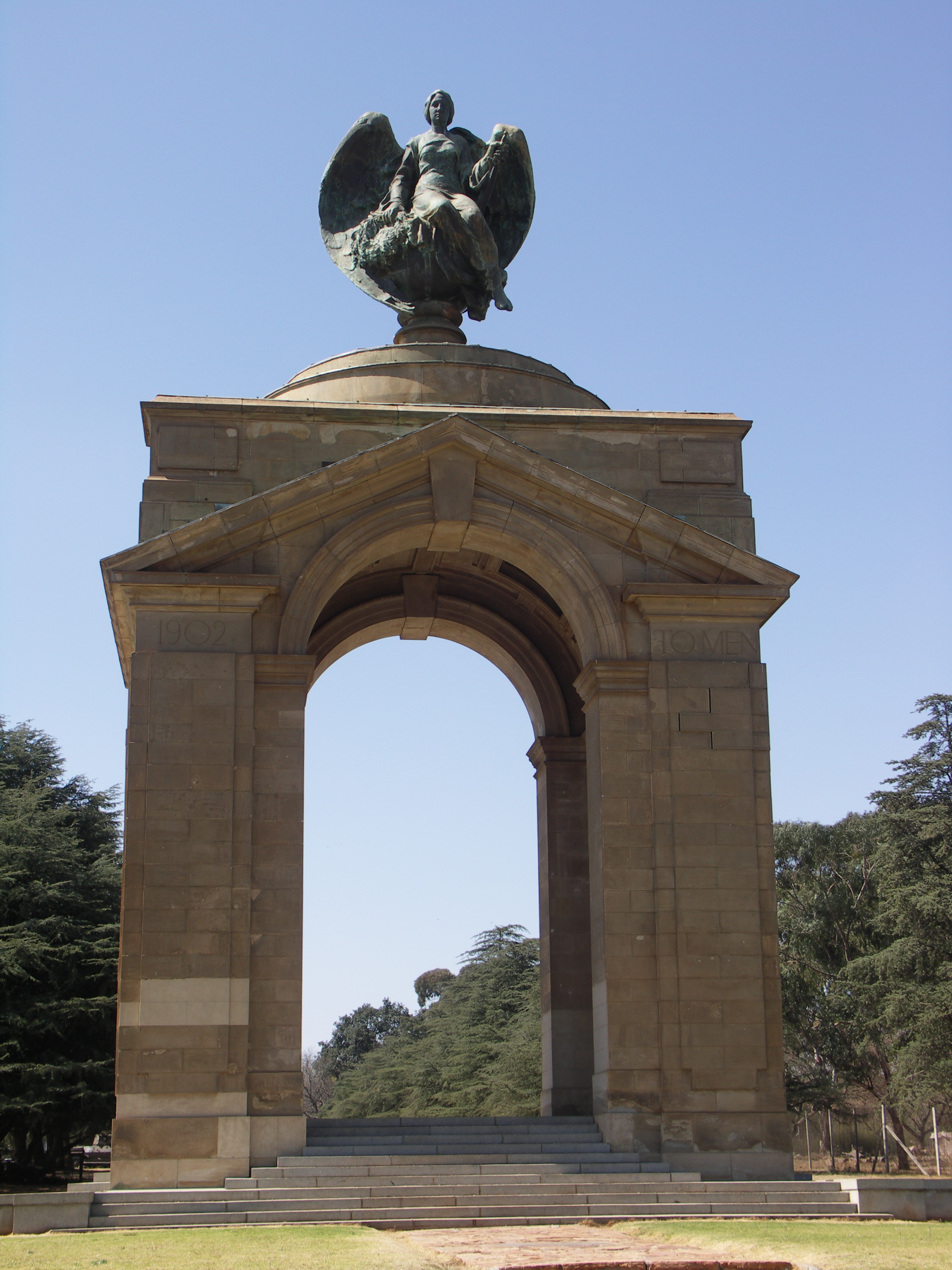
O Memorial da Guerra Anglo-Bôer.

Nos terrenos do museu há um grande memorial projetado por Sir Edwin Lutyens.
Em 30 de novembro de 1910, o príncipe Arthur, duque de Connaught e Strathearn colocou uma pedra comemorativa no memorial.
Originalmente chamado de Rand Regiments Memorial e dedicado aos soldados britânicos que perderam suas vidas durante a Segunda Guerra dos Bôeres, foi rededicado em 10 de outubro de 1999 a todas as pessoas que morreram durante a Segunda Guerra dos Bôeres e renomeado como Memorial da Guerra dos Bôeres.

## Exposições

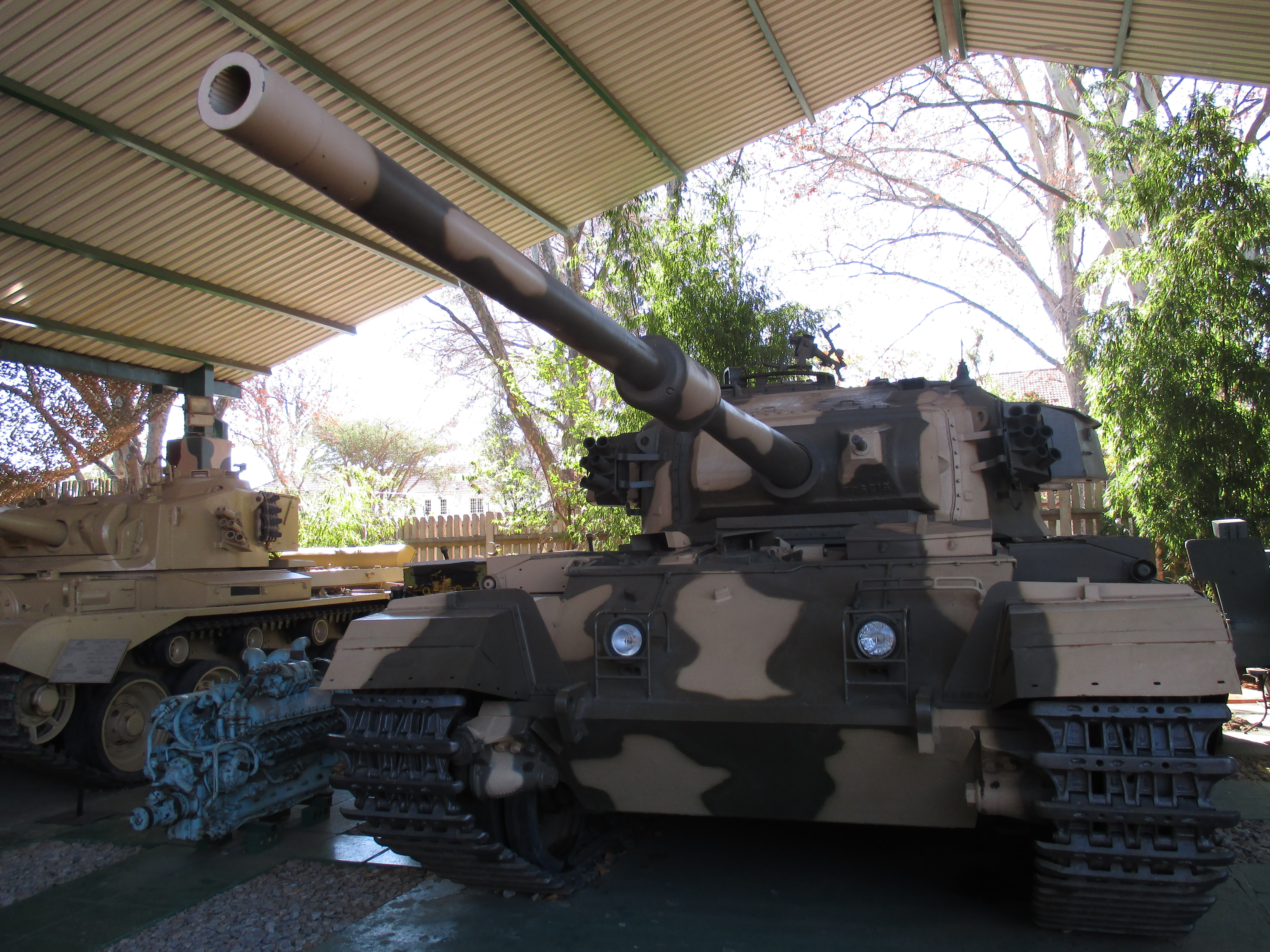
Um tanque Centurion sul-africano modificado.

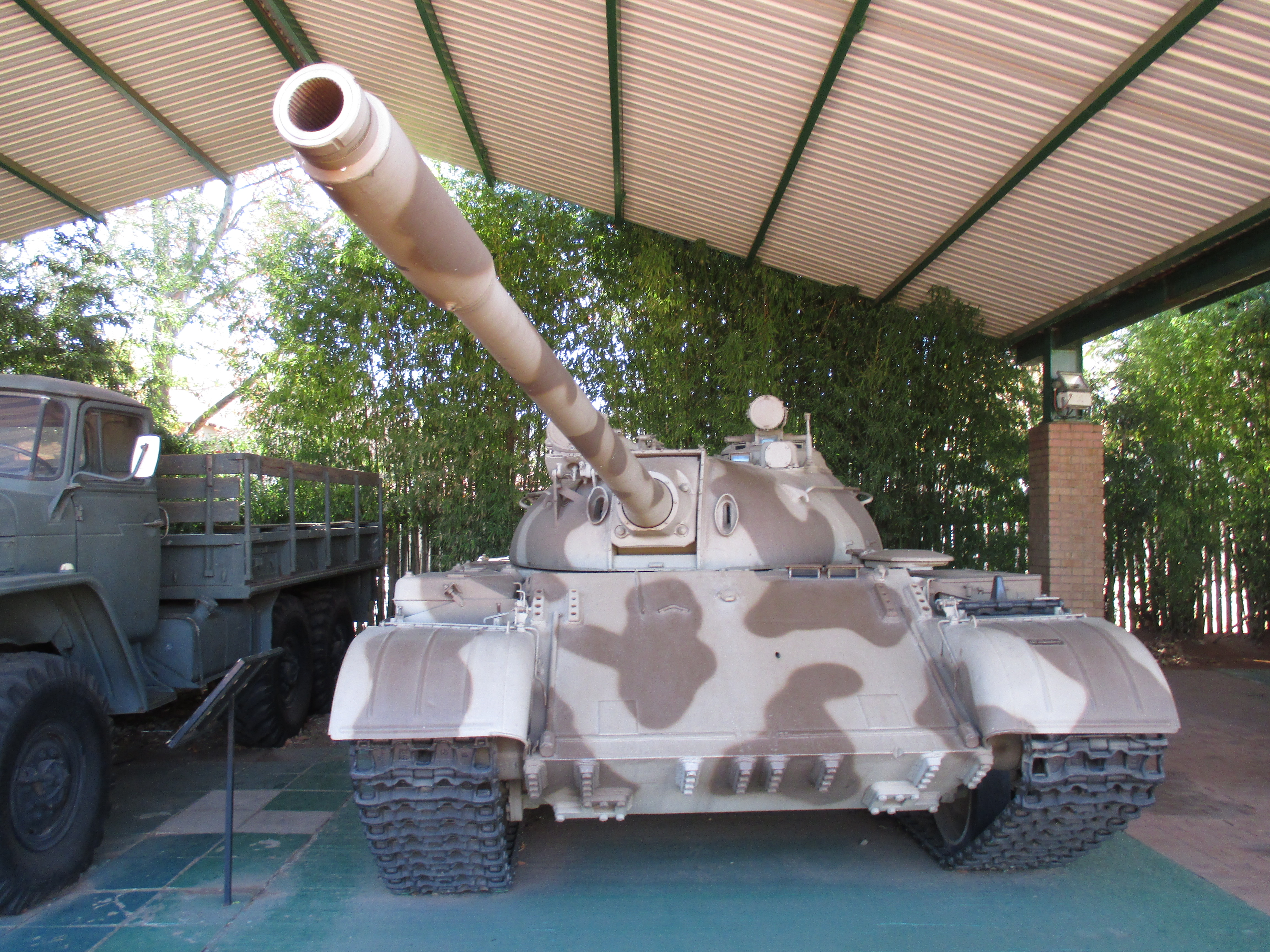
Um tanque T-54/55 da era da Guerra Fria capturado.

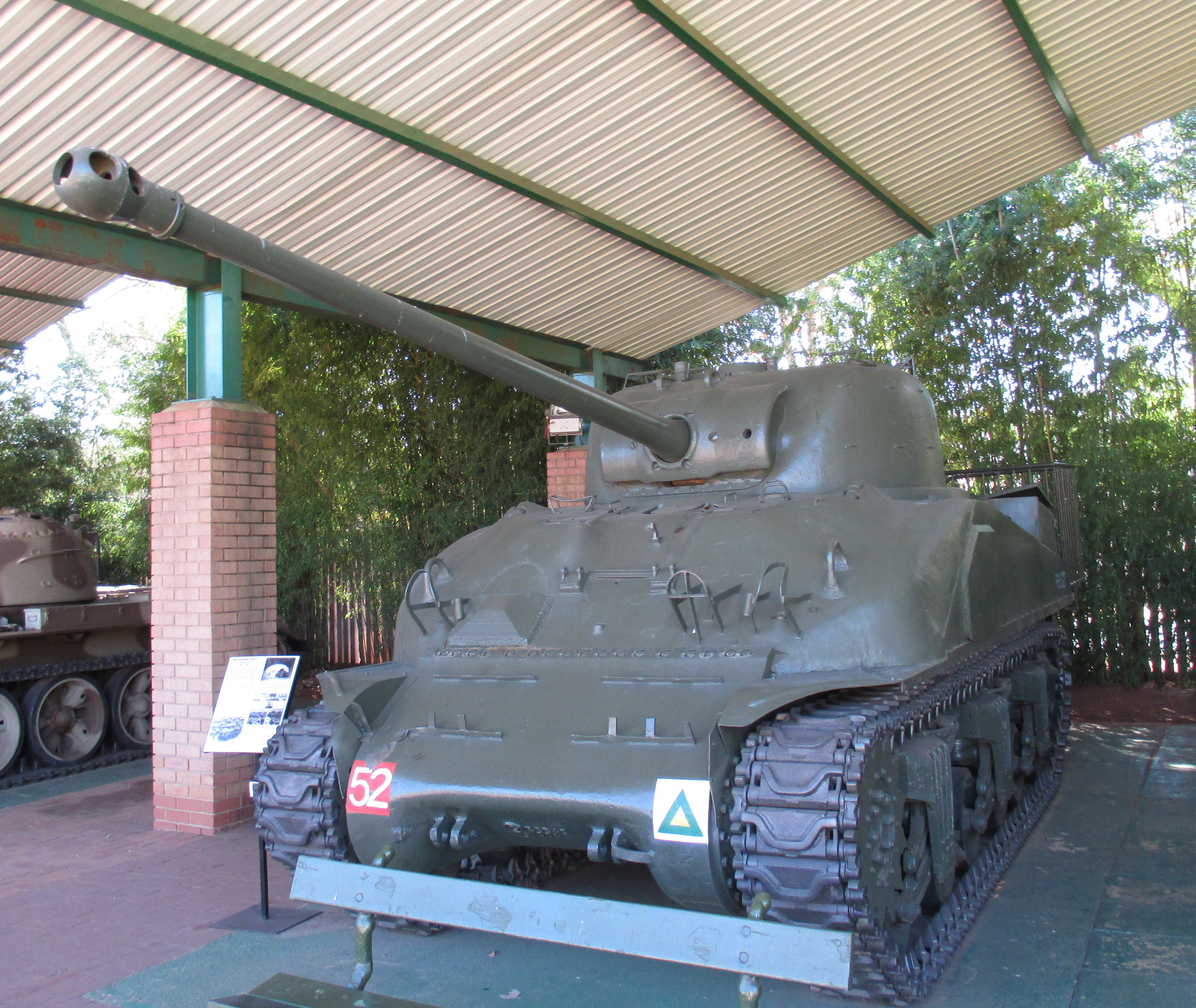
Um Sherman Firefly aposentado da 6ª Divisão Blindada Sul-Africana.

O museu é dividido em várias áreas.

### O Pátio Principal
- Um memorial erguido em homenagem aos militares caídos das forças aerotransportadas do 44º Regimento de Pára-quedistas, 44ª Brigada de Pára-quedistas e das Forças Especiais Sul-Africanas.
- Um memorial em homenagem aos membros do 61º Grupo de Batalhão Mecanizado.
- Vários canhões de campanha, como o canhão Flak 37 de 8,8 cm, canhões QF de 1 libra pom pom, Pak 38 de 5 cm, etc.

### O Salão GP Capt. "Sailor" Malan
- Messerschmitt Bf 109
- Messerschmitt Me 262
- Focke-Wulf Fw 190

### O Salão GE Brink
- Hawker Hurricane
- Royal Aircraft Factory SE5
- Supermarine Spitfire
- Messerschmitt Bf 109
- De Havilland Mosquito
- Hawker Hartebeest
- Exposição da Batalha da Grã-Bretanha
- Artefatos da Royal Air Force
- Artefatos do envolvimento da África do Sul em vários conflitos mundiais, como a Guerra da Coréia e as duas Guerras Mundiais.
- Uma grande coleção de medalhas de vários veteranos das forças armadas, como o general Jan Smuts e o general George Brink.
- Exposições da Guerra Anglo Boer.
- Uma exposição em homenagem aos membros do Native Military Corps (1940–50), Indian Service Corps (1940–42) e Cape Corps (1940–50)
- Uma exposição detalhando os principais eventos da história da África do Sul entre as Guerras dos Bôeres e as eleições gerais sul-africanas de 1994. Os eventos cobertos incluem as divisões políticas no país durante a Primeira e a Segunda Guerras Mundiais, a Rebelião Rand (1921-1922), a campanha de sabotagem do Ossewabrandwag durante a Segunda Guerra Mundial e o envolvimento da África do Sul na Guerra Civil Angolana.

### Dan Pienaar Gun Park
- Vários canhões de todo o mundo, como o Ordnance QF 18-pounder e o BL 6-inch Gun Mk XIX britânicos e o canhão de campanha alemão 7,7 cm FK 96.

### O Salão FB Adler
- Canhão autopropulsado Sexton.
- Tanque M4 Sherman.
- Tanque M3 Stuart.
- Um grande número de peças de artilharia, como o Ordnance QF de 20 libras e o canhão médio BL de 5,5 polegadas.
- Exposições detalhando o envolvimento da África do Sul na Segunda Guerra Mundial, incluindo artefatos como uniformes, armas de fogo, capacetes e bandeiras de vários países.
- Exposições da Guerra Anglo-Zulu.
- Exposição da Guerra de Fronteira Sul-Africana.
- Uma pequena exposição da Marinha Sul-Africana.
- Uma grande coleção de uniformes, espadas cerimoniais, espadas de infantaria, espadas de cavalaria, baionetas e punhais.
- Uma grande variedade de armas portáteis de todo o mundo, como a metralhadora leve Bren, os fuzis M1 Garand, Mauser e Lee-Enfield, a metralhadora Maxim, a MG 42, a submetralhadora Thompson, a Winchester Model 1876, o fuzil AK-47, e os fuzis Vektor R4 Rifle e FAL R1, e vários outros mosquetes, fuzis e metralhadoras.

### Exposições ao ar livre[4]
- Uma pequena exposição interna do 32º Batalhão
- O submarino de um homem Molch.
- Torre do canhão naval QF 4 polegadas Mk XVI de uma fragata da classe Loch da Marinha Sul-Africana.
- Aeronaves como o Blackburn Buccaneer S Mk 50, o Douglas C-47 'Dakota', o Dassault Mirage III e o Impala MkII.
- Veículos blindados sul-africanos/britânicos, como o tanque Comet, o tanque Centurion, o tanque Crusader e o tanque Churchill.
- Veículos angolanos, cubanos e soviéticos capturados, tais como o tanque T-34/85, o tanque T-54/55 e o tanque anfíbio PT-76.
- Veículos italianos e alemães capturados, como o tankette Carro Veloce CV-35 e o meia-lagarta Sd.Kfz. 251.
- Uma grande coleção de artilharia pesada com o obus G5 e o obus G6.

### Edifício Biblioteca Lt-Gen AML Masondo[5]
- Uma biblioteca com literatura sobre a história militar da África do Sul
- Veículos blindados como Alvis Saracen, Ford Lynx, Ratel-20, Daimler Ferret, meia-lagarta M9A1, Universal Carrier, vários modelos diferentes de carros blindados Marmon-Herrington e Eland Mk7, etc.
- Mais artefatos da Primeira Guerra Mundial e da Segunda Guerra Mundial.

### Centro CapitãoWF FauldsVC MC[6]
- Inaugurado em 1995, construído com recursos do seguro do roubo das medalhas de William Faulds, é composto por
  - O Delville Wood Room, uma sala de seminários e conferências que contém um molde de gesso de um relevo de Danie de Jager do Delville Wood South African National Memorial na França.
  - A Sala Marrières Wood, sala de convívio e jantar.